# Sopa de Cabra

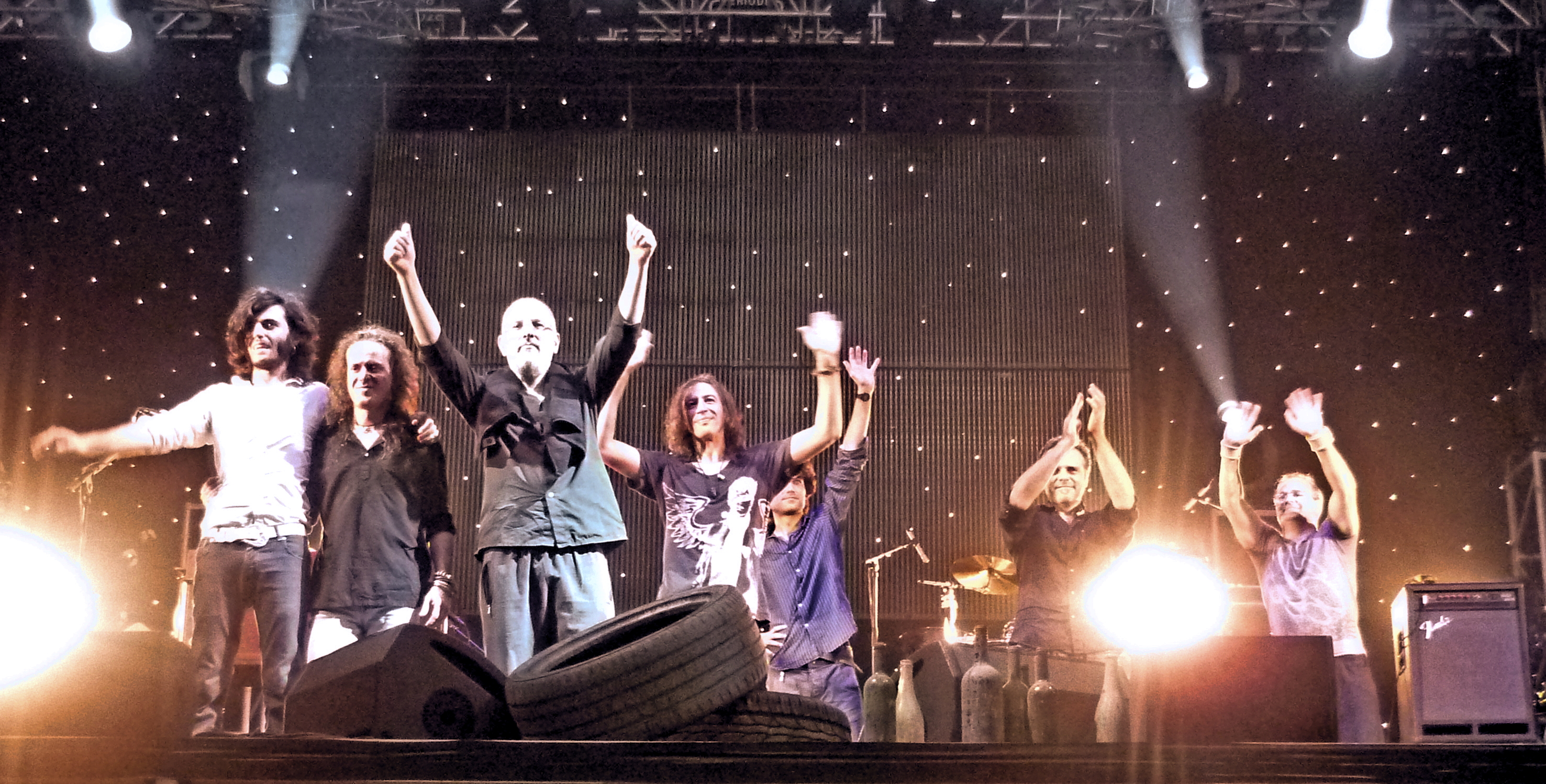
Sopa de cabra en concert à Gérone, en 2011

Sopa de cabra est un groupe de musique catalan, actif entre 1986 et 2002, et depuis 2015. Le groupe a été l'un des plus influents de la scène catalane à son époque, avec Sau et Els Pets,. L'origine du nom du groupe vient d'un album des Rolling Stones,  Goat Head Soup (Soupe de tête de chèvre)

## Présentation
C'est Josep Thió qui a écrit la musique pour les chansons les plus populaires du groupe Sopa de Cabra, en étroite collaboration avec le poète Gerard Quintana:L'Empordà : Podré tornar enrere, Mai trobaràs, El far del sud, El boig de la ciutat  ou encore Camins.  
Après la dissolution en 2002, Josep Thió, à l'instar de Gerard Quintana a entamé une carrière en solo et a publié trois albums auprès de la maison d'édition Música Global: Avui és demà (2004), 5.000 nits (2006) i Els teus cels (2008).  Francesc "Cuco" Lisicic, Jaume Soler "Peck" et Josep Bosch rejoignent quant à eux le groupe Kali Baba. Le groupe Sopa de cabra s'est reformé brièvement à l'automne 2011 pour une série de concerts.
Le groupe s'est reformé en 2015, avec un nouvel album – Cercles. L'album La gran onada a été publié en 2020.

## Discographie
La liste présente les albums studio. En outre, le groupe a publié un grand nombre d'albums de compilation et de concert.
- Sopa de Cabra (1989)
- La roda (1990)
- Girona 83-87 "Somnis de carrer" (1992)
- Mundo infierno (1993)
- Al·lucinosi (1994)
- Sss... (1996)
- Nou (1998)
- Plou i fa sol (2001)
- Cercles (2015)
- La gran onada (2020)